# NGC 168
NGC 168 é uma galáxia espiral (S0-a) localizada na direcção da constelação de Cetus. Possui uma declinação de -22° 35' 37" e uma ascensão recta de 0 horas, 36 minutos e 38,6 segundos.
A galáxia NGC 168 foi descoberta em 1886 por Frank Müller.